# Securidaca ovalifolia
Securidaca ovalifolia är en jungfrulinsväxtart som beskrevs av A. St.-hil.. Securidaca ovalifolia ingår i släktet Securidaca och familjen jungfrulinsväxter. Inga underarter finns listade i Catalogue of Life.